# Estandarte de Ouro
Estandarte de Ouro é o mais antigo e importante prêmio extraoficial do carnaval do Rio de Janeiro, sendo conhecido como "Óscar do samba" ou "Óscar do carnaval", numa referência ao Prêmio Óscar. Foi criado em janeiro de 1972, numa conversa de bar entre os jornalistas do O Globo Heitor Quartin e Roberto Paulino  O prêmio é organizado e oferecido pelos Jornais O Globo e Extra à personalidades e segmentos que se destacaram nos desfiles das escolas de samba do Rio de Janeiro.
A primeira edição ocorreu no carnaval de 1972, sendo entregues prêmios em dez categorias. Ao longo dos anos, novas categorias foram criadas, enquanto outras foram extintas. Desde 2014 são entregues quinze prêmios ao Grupo Especial (a primeira divisão do carnaval carioca) e dois prêmios à Série A (a segunda divisão). A premiação é dividida em categorias individuais (como melhor mestre-sala, melhor porta-bandeira, entre outras) e categorias coletivas (melhor samba-enredo, melhor bateria, entre outras). O Estandarte de melhor escola é considerado o prêmio principal. Um júri formado por jornalistas e artistas ligados à música e às artes assistem aos desfiles em um camarote reservado no Sambódromo da Marquês de Sapucaí, e, após a última apresentação, se reúnem, em um debate, para eleger os premiados em cada categoria. O resultado é divulgado ao final da reunião, na terça-feira de carnaval, pouco depois do último desfile. Cerca de uma semana após o desfile das campeãs, é organizada uma festa para a entrega dos troféus aos vencedores.
A Mangueira é a maior vencedora da categoria principal, de melhor escola, com nove Estandartes, seguida pelo Salgueiro com oito Estandartes. No ranking geral, somando todas as categorias, a Mangueira também é a maior vencedora da premiação, seguida pelo Salgueiro. Entre as personalidades mais premiadas estão os carnavalescos Renato Lage, Rosa Magalhães, Joãosinho Trinta, Max Lopes; os compositores Aluízio Machado, Arlindo Cruz e Martinho da Vila; os intérpretes Jamelão, Neguinho da Beija-Flor e Nêgo; os diretores de bateria Mestre Louro e Mestre Átila; os coreógrafos Fábio de Mello e Carlinhos de Jesus; as porta-bandeiras Selminha Sorriso, Neide da Mangueira, Rita Freitas e Vilma Nascimento; e os mestres-sala Claudinho, Élcio PV e Ronaldinho. Dentre os sambas-enredo premiados pelo Estandarte, estão "Bumbum Paticumbum Prugurundum" (1982) do Império Serrano, "Kizomba, a festa da raça" (1988) da Unidos de Vila Isabel, "Liberdade, liberdade, abra as asas sobre nós!" (1989) da Imperatriz Leopoldinense e "Aquarela Brasileira" (1964/2004) do Império Serrano.
Ao longo dos anos, o Estandarte de Ouro se tornou uma "via alternativa" ao resultado do concurso oficial. Por vezes, o resultado do Estandarte difere do resultado oficial do carnaval, visto que a escolha dos premiados menospreza pequenos erros em detrimento à emoção dos desfiles, buscando premiar os acertos ao invés de punir os erros. Desprezando o sentido técnico das apresentações, o Estandarte já premiou desfiles problemáticos como "Deu a Louca no Barroco" da Mangueira (8.º lugar no carnaval de 1990) e desfiles considerados "injustiçados" pelo concurso oficial como "Ratos e urubus, larguem a minha fantasia" da Beija-Flor (Vice-campeã em 1989).

## Criação e organização

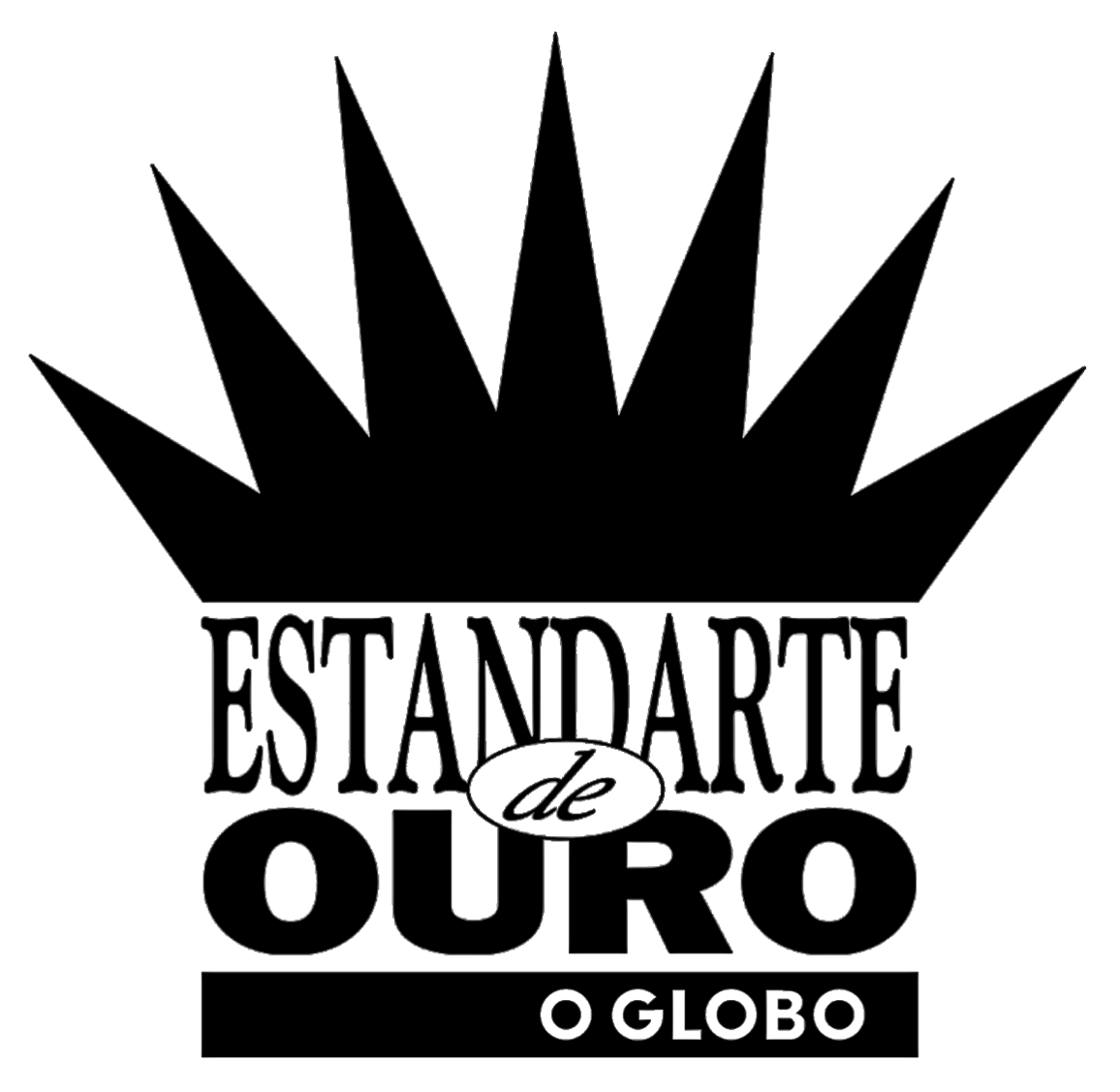
Logo antiga da premiação.

A ideia de criar a premiação foi concebida em janeiro de 1972, numa conversa de bar entre funcionários do jornal O Globo: os jornalistas Heitor Quartin e Roberto Paulino.  A premiação foi oficialmente anunciada na edição do Jornal O Globo do dia 27 de janeiro de 1972, duas semanas antes do início dos desfiles daquele ano. O prêmio foi criado com a finalidade de exaltar individualmente os artistas dos desfiles das escolas de samba do Rio de Janeiro. Tem como premissa "o desprezo ao luxo comprado pelo dinheiro e a consagração da essência do espetáculo". Após anos sendo oferecido e organizado exclusivamente pelo O Globo, a partir de 2018, passou a contar com a participação do jornal Extra, outro veículo do Grupo Globo. Ao longo dos anos, contou com diversos patrocinadores, como Banco do Brasil, Sky, Prezunic, Barra Shopping, Itaipava, Nova Rio e Leroy Merlin; além do apoio da Riotur.

## Categorias

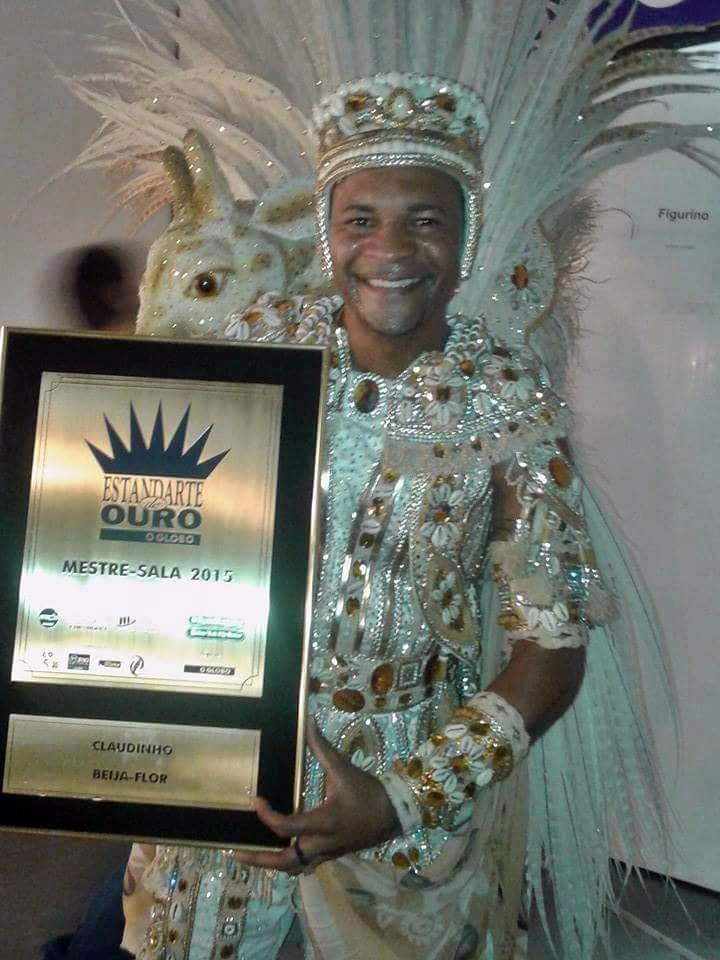
Claudinho e seu Estandarte de Ouro de melhor mestre-sala, categoria presente desde a primeira edição da premiação.

Em sua primeira edição, no ano de 1972, o Estandarte de Ouro contou com dez categorias (samba-enredo, enredo, bateria, porta-bandeira, mestre-sala, ala, fantasia, destaques feminino e masculino e melhor comunicação com o público - a categoria principal da edição).
No ano seguinte, foi criado o prêmio de melhor escola, que passou a ser a categoria principal. Na mesma edição, o prêmio passou a contemplar também a segunda divisão do carnaval carioca, com a criação da categoria melhor samba-enredo do Grupo 2.
Em 1976, foi extinta a categoria que premiava a melhor fantasia. Na sexta edição (em 1977), o número de categorias subiu para 16 com a criação dos prêmios de melhor passistas feminino e masculino, personalidade feminina e masculina e revelação. Em 1980 foi criada a categoria melhor comissão de frente.
De 1981 a 1983, o prêmio de melhor escola não foi entregue. Nesse período, o prêmio de melhor comunicação com o público foi o principal da premiação. Em 1982, foi criada a categoria melhor intérprete. Em 1984, o prêmio de melhor comunicação foi extinto, e o de melhor escola voltou a ser entregue, ocupando o lugar de categoria principal. Em 1985, foram criadas as categorias melhor ala de baianas e melhor ala de crianças.
Na edição de 1986, foi criada uma nova categoria para premiar a segunda divisão do carnaval, a categoria melhor escola do Grupo 2. Em 1987, foram extintas as categorias que premiavam o melhor destaque feminino e masculino. Em 1988 foi criada a categoria Personalidade, extinguindo-se as categorias individuais (personalidade feminina e masculina). Na mesma edição, foi extinto o prêmio de melhor escola do Grupo 2. Em 1995 foi extinta a categoria melhor ala de crianças. Em 2006, a segunda divisão voltou a ser contemplada com o prêmio de melhor escola. Na edição de 2014, foi criada a categoria melhor ala de passistas. Em 2015, o autor Aguinaldo Silva recebeu uma homenagem especial por retratar o carnaval carioca em suas telenovelas. Em 2018, foram criadas duas novas categorias: Inovação e Destaque do Público (sendo esta a primeira e única categoria decidida por voto popular). Em 2020 foi criada a categoria Fernando Pamplona para premiar a melhor utilização de material barato, como o carnavalesco fazia na década de 1960, no Salgueiro. As categorias Melhor Passista Feminino e Melhor Passista Masculino foram extintas.
Em sete edições foram entregues prêmios especiais: em 1973 para Silas de Oliveira (in memoriam - o compositor do Império Serrano, morreu no ano anterior); em 1985 para Fernando Pinto (na época, carnavalesco da Mocidade); em 1986 para Joãosinho Trinta (na época, carnavalesco da Beija-Flor); em 2012 para Oscar Niemeyer (arquiteto responsável pelo projeto do Sambódromo da Marquês de Sapucaí); em 2013 para Fernando Pamplona (ex-carnavalesco do Salgueiro e ex-jurado do prêmio); em 2022, para Hélio Turco (compositor da Mangueira); e em 2023 para Paulo da Portela (in memorian, pelos 100 anos da Portela, escola fundada pelo compositor).
Desde 2020, são entregues 18 prêmios (dois para a Série Ouro e dezesseis para o Grupo Especial).
| Ativas - Melhor samba-enredo (1972–presente) - Melhor enredo (1972–presente) - Melhor bateria (1972–presente) - Melhor mestre-sala (1972–presente) - Melhor porta-bandeira (1972–presente) - Melhor ala (1972–presente) - Melhor escola (1973–1980; 1984–presente) - Melhor samba-enredo do Grupo de Acesso (1973–presente) - Melhor comissão de frente (1980–presente) - Melhor intérprete (1982–presente) - Melhor ala de baianas (1985–presente) - Melhor escola do Grupo de Acesso (1986–1987; 2006–presente) - Personalidade (1988–presente) - Melhor ala de passistas (2014–presente) - Revelação (1977–presente) - Inovação (2018–presente) - Destaque do Público (2018–presente) - Fernando Pamplona (2020–presente) Regular - Prêmio especial | Extintas - Melhor comunicação com o público (1972–1983) - Melhor destaque feminino (1972–1986) - Melhor destaque masculino (1972–1986) - Melhor fantasia (1972–1975) - Personalidade feminina (1977–1987) - Personalidade masculina (1977–1987) - Melhor ala de crianças (1985–1994) - Melhor passista feminino (1977–2019) - Melhor passista masculino (1977–2019) |

## Jurados

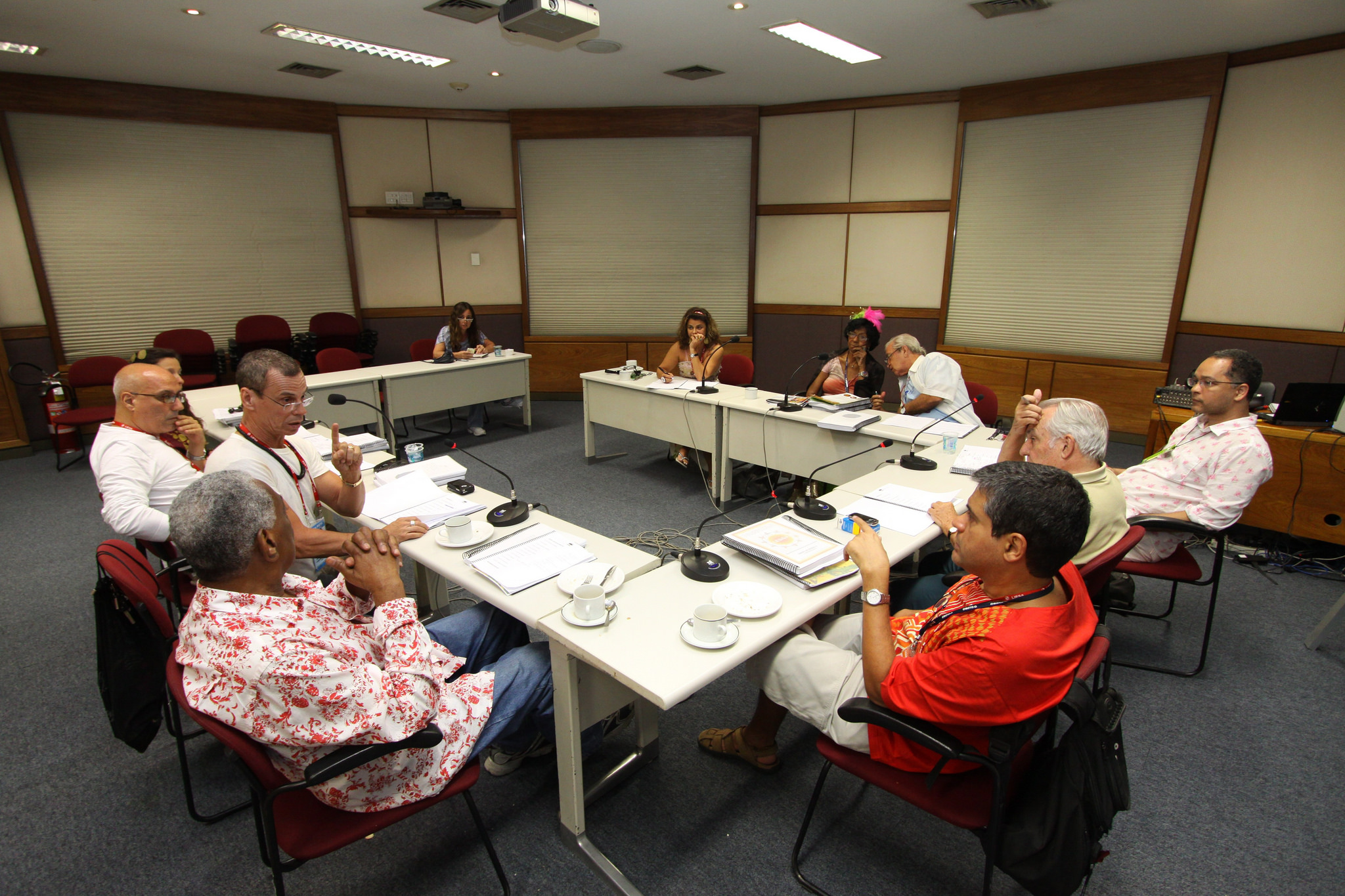
Os jurados da edição de 2012 em debate após os desfiles.

O júri da premiação é formado por jornalistas, repórteres e colunistas do Jornal O Globo, da Rede Globo e da Rádio Globo; além de artistas ligados à música e às artes. Também fazem parte do júri, personalidades ligadas ao carnaval, como carnavalescos, coreógrafos e diretores de bateria - desde que não estejam trabalhando nas escolas de samba a serem julgadas.
Entre os jurados, também é comum encontrar artistas que já foram premiados pelo Estandarte de Ouro, antes ou depois da passagem pelo júri, como os carnavalescos Fernando Pamplona e Maria Augusta, o compositor Moacyr Luz, o diretor de bateria Mestre Odilon Costa, e o coreógrafo Carlinhos de Jesus.
O júri assiste à todos os desfiles, porém, cada jurado fica responsável por fazer um balanço de uma escola diferente e apresentar no debate após o desfile. Um dos jurados é o coordenador do grupo, responsável por mediar o debate. O júri não é fixo, sendo comum alterações a cada nova edição.
Personalidades que fizeram ou ainda fazem parte do júri do Estandarte de Ouro:
| - Abílio Fernandes (publicitário, dramaturgo e escritor) - Adelzon Alves (jornalista, radialista e produtor) - Ana Botafogo (bailarina, atriz e coreógrafa, com passagem por escolas de samba) - Angélica Ferrarez (Professora, Escritora e pesquisadora da História Social do Samba) - Alberto Mussa (escritor, coautor do livro "Samba de enredo: história e arte") - Albino Pinheiro (produtor e agitador cultural) - Aloy Jupiara (jornalista e escritor) - Amauri Monteiro (jornalista) - Ana Letícia (jornalista) - Argeu Affonso (jornalista) - Aydano André Motta (jornalista e escritor) - Bernardo Goldwasser (jornalista) - Bruno Chateaubriand (empresário, jornalista e ex-jurado da LIESA) - Carlinhos de Jesus (dançarino, coreógrafo, com passagens por escolas de samba, e premiado diversas vezes pelo Estandarte de Ouro) - Carlos Lemos (jornalista) - Carolina Figueira (jornalista) - Cláudia Kopke (figurinista) - Daniela Thomas (cenógrafa e cineasta) - Dorina (cantora, compositora e radialista) - Felipe Ferreira (jornalista, escritor e pesquisador de carnaval) - Félix de Athayde (jornalista, ensaísta e poeta) - Fernanda Cortez (empreendedora) - Fernando Pamplona (cenógrafo, produtor, carnavalesco pelo Acadêmicos do Salgueiro, e premiado pelo Estandarte de Ouro) - Haroldo Costa (ator, escritor e produtor) - Heitor Quartin (jornalista e um dos criadores do Estandarte de Ouro) - Helena Theodoro (escritora, professora e pesquisadora da cultura afro-brasileira) - Henrique Cazes (cavaquinista, compositor e arranjador) - Isabela Capeto (estilista) | - João Saldanha (jornalista, escritor e treinador de futebol) - José Carlos Rêgo (jornalista e pesquisador de samba) - Leonardo Bruno (jornalista e escritor) - Luiz Antônio Simas (escritor, professor e historiador) - Luís Filipe de Lima (violonista, arranjador, compositor, jornalista, ator, e diretor teatral) - Lygia Santos (Pesquisadora, historiadora, e filha do compositor Donga e da cantora Zaíra de Oliveira) - Macedo Miranda Filho (jornalista, repórter, produtor audiovisual, e diretor de televisão) - Marcelo de Mello (jornalista e escritor) - Marceu Vieira (jornalista e compositor) - Maria Augusta (carnavalesca, figurinista, com passagens por escolas de samba, e premiada pelo Estandarte de Ouro) - Maria Júlia Goldwasser (escritora, antropóloga, historiadora e pesquisadora) - Mestre Odilon Costa (percussionista, diretor de bateria, com passagens por escolas de samba, e premiado pelo Estandarte de Ouro) - Moacyr Luz (músico, cantor, compositor, com passagens por escolas de samba, e premiado pelo Estandarte de Ouro) - Rachel Valença (professora, pesquisadora e escritora) - Ricardo Cravo Albin (musicólogo, escritor e historiador) - Ricardo Moraes (instrumentista) - Roberto Moura (jornalista, escritor professor, e crítico musical) - Roberto Paulino (jornalista, escritor, ex-presidente da Estação Primeira de Mangueira, e um dos criadores do Estandarte de Ouro) - Sérgio Cabral (jornalista, escritor, compositor, e pesquisador) - Valcir Araújo (jornalista) - Vicente de Pércia (poeta e escritor) |

## Escolha dos premiados
"Nossa perspectiva é absolutamente diferente da do júri oficial, de cara, por uma razão: a valorização do acerto, em vez da punição do erro". — diz o historiador e escritor Luiz Antonio Simas

—Luiz Antonio Simas, em 2019.
A escolha dos premiados pelo Estandarte de Ouro funciona de forma diferente do concurso oficial, que se dá através de notas. O júri do Estandarte assiste aos desfiles reunido em um camarote exclusivo. Durante os desfiles, os segmentos das escolas de samba fazem uma apresentação especial ao júri da premiação, em frente ao camarote da equipe. Todos os jurados assistem todos os desfiles. Ao final, o júri se reúne no auditório do Jornal O Globo, a poucos metros do Sambódromo e iniciam o debate, que costuma demorar até quatro horas de duração. É realizada uma votação em que o vencedor é escolhido por maioria simples. O prêmio de melhor escola é o primeiro a ser escolhido. A lista completa com os vencedores é divulgada no site do Jornal O Globo após o término dos desfiles, na manhã de domingo (no caso da Série A) e na manhã da terça-feira de carnaval (no caso do Grupo Especial).

## Cerimônia de premiação

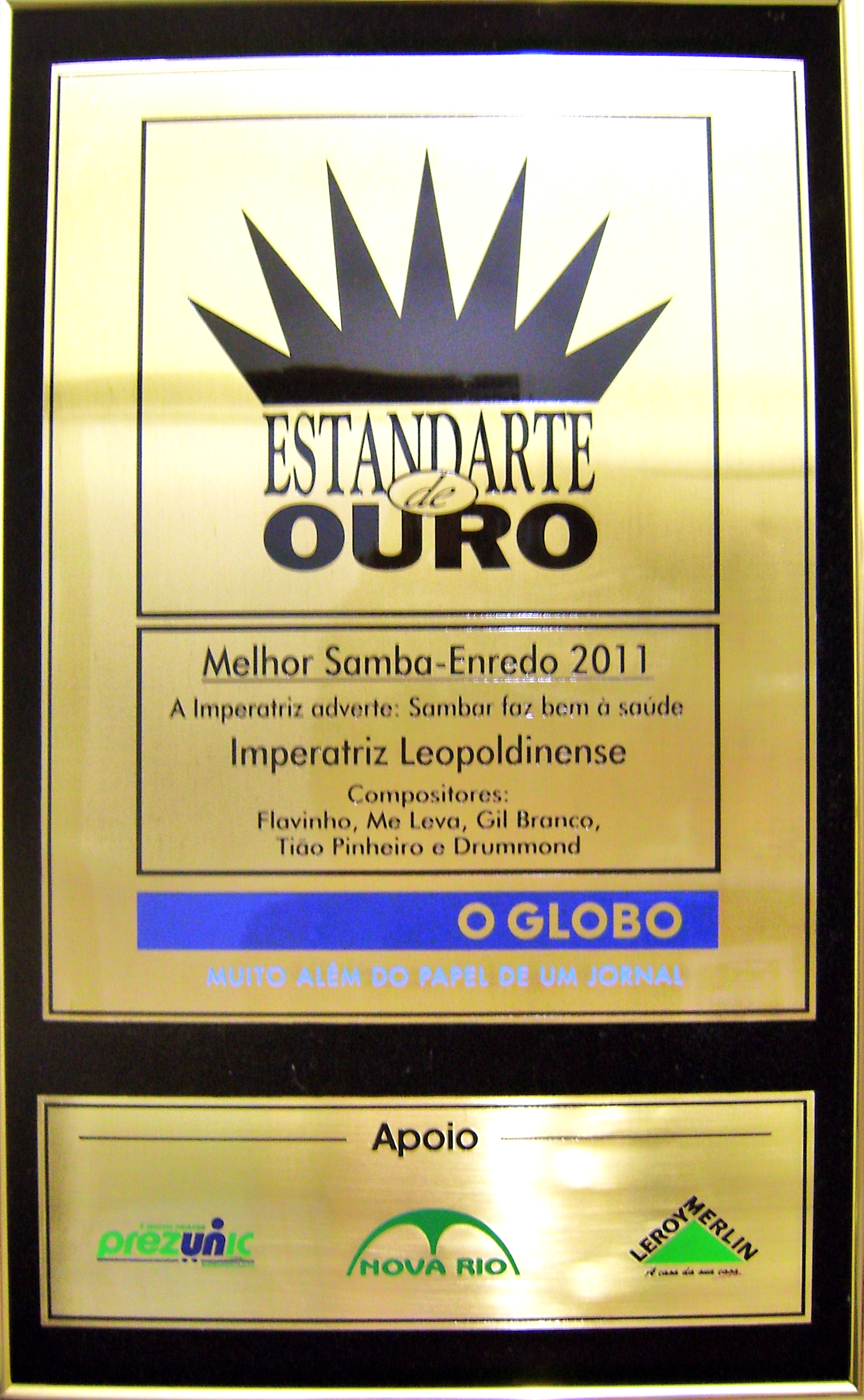
Estandarte de melhor samba-enredo de 2011.

A cerimônia de entrega dos prêmios acontece durante uma festa com a presença dos titulares premiados e a apresentação de diversos segmentos das escolas de samba. A data de realização varia de ano para ano. A cerimônia recebe ampla cobertura da imprensa carnavalesca e dos jornais das Organizações Globo. Na primeira edição, em 1972, os prêmios foram entregues na quarta-feira de cinzas, ao vivo, no programa Discoteca do Chacrinha, da Rede Globo. Sendo esta, a única vez em que a premiação foi transmitida por uma rede de televisão. Nos anos seguintes, a festa de premiação passou pela Rua Irineu Marinho (em frente à sede do Jornal O Globo), Canecão e Vivo Rio. Em 2015 e 2016, aconteceu na Cidade do Samba Joãozinho Trinta. Em 2017, foi realizada na Cidade das Artes., em 2018, na quadra do Salgueiro e em 2019, na quadra da Unidos de Vila Isabel. Em 2020, seria realizada no Armazém 1 do Píer Mauá, mas a festa foi cancelada por conta da epidemia de Covid-19. Na comemoração dos 50 anos do Estandarte de Ouro, a festa de premiação foi realizada no Morro da Urca. E, em 2023, voltou ao Vivo Rio.
A condecoração entregue aos vencedores consiste num quadro de vidro com uma placa metálica gravada com a logomarca da premiação e as inscrições da categoria e dos titulares do prêmio. As condecorações são entregues aos titulares dos prêmios individuais (mestre-sala, porta-bandeira, passistas); e nas categorias coletivas, o prêmio é entregue ao responsável pelo segmento (diretor de bateria, no casa da bateria; coreógrafo, no caso da comissão de frente). O Estandarte de Ouro de melhor escola é entregue ao presidente da escola e fica exposto na sala de troféus da agremiação vencedora. A premiação também oferece réplicas menores da condecoração aos componentes das categorias coletivas, como os ritmistas da bateria premiada e o carnavalesco da eleita melhor escola.

## Comparações com o concurso oficial
É comum surgirem comparações entre o resultado do Estandarte de Ouro e o resultado do concurso oficial das escolas de samba. No entanto, os dois processos são distintos.

### Diferenças
Corpo de jurados
Estandarte de Ouro: O júri da premiação é formado por pessoas ligadas ao carnaval, sejam jornalistas, músicos ou estudiosos. Alguns participantes já desempenharam funções em escolas de samba, como diretores de bateria, compositores ou coreógrafos.
Concurso oficial: O júri do concurso oficial é técnico (julgadores de bateria entendem de percussão, de mestre-sala e porta-bandeira são formados em dança, e assim por diante). Os jurados não podem ter ligação direta com as escolas de samba e seus dirigentes.
Local de julgamento

"Nunca foi propósito do Estandarte se igualar ao resultado da Liga. [...] A melhor escola para a Liga é um somatório de quesitos. Para nós, é a mais bonita, a mais vibrante, a que empolga mais."

—Argeu Affonso, em 2011, sobre as comparações com o concurso oficial.

"O Estandarte valoriza o que a escola tem de bom, os grandes acertos, enquanto que a Liesa, tira ponto dos erros"

—Bruno Chateaubriand, ex-jurado da Liesa e jurado do Estandarte em 2016.
Estandarte de Ouro: Os jurados assistem aos desfiles juntos, no mesmo local, onde os segmentos das escolas de samba fazem uma breve apresentação. Porém, são livres para transitar por outros pontos do Sambódromo.
Concurso oficial: Os jurados assistem aos desfiles separados em quatro cabines. Em cada cabine fica um jurado de cada quesito. Os jurados assistem às apresentações oficiais dos segmentos e não podem deixar a cabine.
Avaliação

"O que vale para o júri do Estandarte é o conceito. Não importa se o chapéu da porta-bandeira caiu durante o desfile, não tiramos ponto de ninguém. Observamos como ela passou pela Avenida. Nosso resultado não tem que ser igual ao da Liesa."

—Explica Argeu Affonso, em 2017.
Estandarte de Ouro: Os jurados analisam a beleza plástica da escola, o conceito do enredo, o efeito do samba-enredo, a empolgação do desfile e a recepção por parte do público. Pequenos erros podem ser ignorados em detrimento à emoção da apresentação.
Concurso oficial: Em meados de janeiro, os jurados participam de um curso ministrado pela liga responsável pelas escolas de samba. Eles recebem o manual do julgador e o livro abre-alas (que explica o desfile de cada agremiação). Todas as escolas iniciam seu desfile com nota dez e vão perdendo décimos a cada erro notado pelo jurado. Cada julgador tem um mapa para lançar suas notas e não tem acesso às notas dos outros julgadores. O júri presencia as reações do público que está em seu campo de visão e dos jurados que estão na mesma cabine.
Apuração
Estandarte de Ouro: A escolha dos premiados se dá através de uma votação, em que o vencedor é escolhido por maioria simples. O resultado é divulgado algumas horas após o término do último desfile de cada grupo (no domingo de manhã, no caso da Série A; e na terça-feira de carnaval de manhã, do Grupo Especial).
Concurso oficial: Na quarta-feira de cinzas, dia das apurações, são lidas as notas de cada jurado. 
Resultado
Estandarte de Ouro: Vence a escola mais elogiada e com mais qualidades apontadas pelo júri.
Concurso oficial: Vence a escola com o maior somatório de pontos, ou seja, a que errou menos no desfile e foi menos despontuada pelo júri.

### Controvérsias
Os critérios do Estandarte de Ouro fogem do sentido técnico, o que explica a premiação a desfiles problemáticos, que não venceram o carnaval ou que ficaram distantes do primeiro lugar.
Em 1990, a Estação Primeira de Mangueira foi premiada com o Estandarte de melhor escola. Naquele ano, a agremiação sofreu com a quebra de uma de suas alegorias na metade do desfile, causando um grande congestionamento no meio do percurso. As alas e alegorias seguintes precisaram ultrapassar o carro quebrado, embolando a evolução da escola, que ultrapassou o tempo limite cronometrar em quatro minutos, perdendo qualquer chance de se tornar campeã do carnaval daquele ano. Mesmo com tantos problemas, os jurados do Estandarte elegeram a Mangueira a melhor escola do ano. Em 2003, Acadêmicos do Salgueiro foi eleita a melhor escola após sofrer problemas de evolução e ultrapassar o tempo limite cronometrar em quatro minutos. Em 2011, a União da Ilha do Governador foi eleita a melhor escola, mesmo desfilando incompleta após um incêndio destruir seu barracão na Cidade do Samba. Em 2013, a Mangueira foi eleita a melhor escola após enfrentar problemas em seu desfile e estourar o tempo limite em dois minutos. Os jurados justificaram o prêmio apontando a empolgação do desfile, a beleza na utilização das cores da escola, o bom desempenho da comissão de frente e a qualidade do samba-enredo. O prêmio mais discrepante em relação ao resultado do concurso oficial foi o Estandarte de Ouro de melhor escola para o Império Serrano em 2004, quando a agremiação terminou o carnaval classificada apenas na 9.ª colocação.
Sobre a não coincidência dos resultados, o carnavalesco Joãosinho Trinta declarou que o Estandarte de Ouro "muitas vezes pode até corrigir algumas injustiças". Foi o caso de desfiles considerados históricos, que não venceram o carnaval, mas foram premiados pelo Estandarte. Dentre eles, "Domingo" da União da Ilha do Governador (3.º lugar no carnaval de 1977), "Incrível, fantástico, extraordinário" da Portela (3.º lugar em 1979); "Como era verde meu Xingu" da Mocidade (6.º lugar em 1983); "O mundo é uma bola" da Beija-Flor (vice-campeã em 1986); "Ratos e urubus, larguem minha fantasia" da Beija-Flor (vice-campeã em 1989); "Gosto que me enrosco" da Portela (vice-campeã em 1995); "Villa Lobos e a Apoteose Brasileira" da Mocidade (4.º lugar em 1999); e "A saga de Agotime, Maria mineira naê" da Beija-Flor (vice-campeã em 2001).
Ao longo dos anos, a premiação se tornou uma "via alternativa" ao resultado do concurso oficial. Em 1972, Nelson de Andrade, então membro do Conselho Superior das Escolas de Samba, afirmou que o Estandarte de Ouro poderia "salvar o carnaval do Rio, se modificasse os conceitos de julgamento das escolas de samba".

### Grupo Especial
Desde 1973, quando foi criado o Estandarte de Ouro de melhor escola, apenas dezessete vezes o resultado do Estandarte coincidiu com o resultado oficial do carnaval. Abaixo, a comparação da vencedora do Estandarte de Ouro (na categoria principal, de melhor escola) e a vencedora do carnaval do mesmo ano.
| Ano                                                              | Vencedora do Estandarte                        | Vencedora do Carnaval            | Ref.          |
| ---------------------------------------------------------------- | ---------------------------------------------- | -------------------------------- | ------------- |
| 1973                                                             | Império Serrano (vice-campeã do carnaval)      | Mangueira                        | [ 20 ]        |
| 1974                                                             | Salgueiro                                      | Salgueiro                        | [ 20 ]        |
| 1975                                                             | Mangueira (vice-campeã do carnaval)            | Salgueiro                        | [ 20 ]        |
| 1976                                                             | Portela (4.º lugar no carnaval)                | Beija-Flor                       | [ 20 ]        |
| 1977                                                             | União da Ilha (3.º lugar no carnaval)          | Beija-Flor                       | [ 20 ]        |
| 1978                                                             | Beija-Flor                                     | Beija-Flor                       | [ 20 ]        |
| 1979                                                             | Portela (3.º lugar no carnaval)                | Mocidade                         | [ 20 ]        |
| 1980                                                             | Portela                                        | Portela, Beija-Flor e Imperatriz | [ 20 ]        |
| Entre 1981 e 1983 não foi entregue o Estandarte de melhor escola |                                                |                                  |               |
| 1984                                                             | Mangueira                                      | Mangueira e Portela              | [ 20 ]        |
| 1985                                                             | Caprichosos de Pilares (5.º lugar no carnaval) | Mocidade                         | [ 20 ]        |
| 1986                                                             | Beija-Flor (vice-campeã no carnaval)           | Mangueira                        | [ 20 ]        |
| 1987                                                             | Vila Isabel (5.º lugar no carnaval)            | Mangueira                        | [ 20 ]        |
| 1988                                                             | Vila Isabel                                    | Vila Isabel                      | [ 20 ]        |
| 1989                                                             | Beija-Flor (vice-campeã no carnaval)           | Imperatriz                       | [ 20 ]        |
| 1990                                                             | Mangueira (8.º lugar no carnaval)              | Mocidade                         | [ 20 ]        |
| 1991                                                             | Mocidade                                       | Mocidade                         | [ 20 ]        |
| 1992                                                             | Estácio de Sá                                  | Estácio de Sá                    | [ 20 ]        |
| 1993                                                             | Salgueiro                                      | Salgueiro                        | [ 20 ]        |
| 1994                                                             | Salgueiro (vice-campeã no carnaval)            | Imperatriz                       | [ 20 ]        |
| 1995                                                             | Portela (vice-campeã no carnaval)              | Imperatriz                       | [ 20 ]        |
| 1996                                                             | Imperatriz (vice-campeã no carnaval)           | Mocidade                         | [ 20 ]        |
| 1997                                                             | Viradouro                                      | Viradouro                        | [ 20 ]        |
| 1998                                                             | Mangueira                                      | Mangueira e Beija-Flor           | [ 20 ]        |
| 1999                                                             | Mocidade (4.º lugar no carnaval)               | Imperatriz                       | [ 20 ]        |
| 2000                                                             | Salgueiro (6.º lugar no carnaval)              | Imperatriz                       | [ 20 ]        |
| 2001                                                             | Beija-Flor (vice-campeã no carnaval)           | Imperatriz                       | [ 20 ]        |
| 2002                                                             | Mangueira                                      | Mangueira                        | [ 20 ]        |
| 2003                                                             | Salgueiro (7.º lugar no carnaval)              | Beija-Flor                       | [ 20 ]        |
| 2004                                                             | Império Serrano (9.º lugar no carnaval)        | Beija-Flor                       | [ 20 ]        |
| 2005                                                             | Unidos da Tijuca (vice-campeã no carnaval)     | Beija-Flor                       | [ 20 ]        |
| 2006                                                             | Unidos da Tijuca (6.º lugar no carnaval)       | Vila Isabel                      | [ 20 ]        |
| 2007                                                             | Beija-Flor                                     | Beija-Flor                       | [ 63 ]        |
| 2008                                                             | Unidos da Tijuca (5.º lugar no carnaval)       | Beija-Flor                       | [ 64 ]        |
| 2009                                                             | Salgueiro                                      | Salgueiro                        | [ 65 ]        |
| 2010                                                             | Unidos da Tijuca                               | Unidos da Tijuca                 | [ 66 ]        |
| 2011                                                             | União da Ilha (não foi julgada no carnaval)    | Beija-Flor                       | [ 67 ]        |
| 2012                                                             | Vila Isabel (3.º lugar no carnaval)            | Unidos da Tijuca                 | [ 25 ]        |
| 2013                                                             | Mangueira (8.º lugar no carnaval)              | Vila Isabel                      | [ 61 ]        |
| 2014                                                             | Salgueiro (vice-campeã no carnaval)            | Unidos da Tijuca                 | [ 21 ]        |
| 2015                                                             | Imperatriz (6.º lugar no carnaval)             | Beija-Flor                       | [ 68 ]        |
| 2016                                                             | Mangueira                                      | Mangueira                        | [ 19 ]        |
| 2017                                                             | Mangueira (4.º lugar no carnaval)              | Portela e Mocidade               | [ 69 ]        |
| 2018                                                             | Salgueiro (3.º lugar no carnaval)              | Beija-Flor                       | [ 70 ] [ 71 ] |
| 2019                                                             | Mangueira                                      | Mangueira                        | [ 72 ]        |
| 2020                                                             | Grande Rio (vice-campeã no carnaval)           | Viradouro                        | [ 56 ]        |
| Em 2021 não houve desfile devido à Pandemia de COVID-19          |                                                |                                  |               |
| 2022                                                             | Grande Rio                                     | Grande Rio                       | [ 73 ]        |
| 2023                                                             | Beija-Flor (4.º lugar no carnaval)             | Imperatriz                       | [ 74 ]        |
| 2024                                                             | Portela (5.º lugar no carnaval)                | Unidos do Viradouro              | [ 75 ]        |
| 2025                                                             | Imperatriz (3.º lugar no carnaval)             | Beija-Flor                       | [ 76 ]        |

### Grupo de Acesso
No Grupo de Acesso, em apenas seis carnavais a eleita melhor escola pelo Estandarte foi também a melhor escola no concurso oficial.
| Ano                                                     | Vencedora do Estandarte                         | Vencedora do Carnaval  | Ref.   |
| ------------------------------------------------------- | ----------------------------------------------- | ---------------------- | ------ |
| 1986                                                    | São Clemente (Vice-campeã do Grupo 1B)          | Unidos do Jacarezinho  | [ 20 ] |
| 1987                                                    | Unidos da Tijuca                                | Unidos da Tijuca       | [ 20 ] |
| 2006                                                    | São Clemente (Vice-campeã do Grupo A)           | Estácio de Sá          | [ 20 ] |
| 2007                                                    | Império da Tijuca (5.º lugar no Grupo A)        | São Clemente           | [ 63 ] |
| 2008                                                    | Império Serrano                                 | Império Serrano        | [ 64 ] |
| 2009                                                    | Estácio de Sá (5.º lugar no Grupo A)            | União da Ilha          | [ 65 ] |
| 2010                                                    | Estácio de Sá (3.º lugar no Grupo A)            | São Clemente           | [ 66 ] |
| 2011                                                    | Império da Tijuca (7.º lugar no Grupo A)        | Renascer               | [ 67 ] |
| 2012                                                    | Império Serrano (Vice-campeã do Grupo A)        | Inocentes              | [ 25 ] |
| 2013                                                    | Império Serrano (3.º lugar na Série A)          | Império da Tijuca      | [ 77 ] |
| 2014                                                    | Viradouro                                       | Viradouro              | [ 78 ] |
| 2015                                                    | Unidos de Padre Miguel (Vice-campeã da Série A) | Estácio de Sá          | [ 52 ] |
| 2016                                                    | Império Serrano (4.º lugar na Série A)          | Paraíso do Tuiuti      | [ 79 ] |
| 2017                                                    | Unidos de Padre Miguel (4.º lugar na Série A)   | Império Serrano        | [ 80 ] |
| 2018                                                    | Cubango (5.º lugar na Série A)                  | Viradouro              | [ 81 ] |
| 2019                                                    | Cubango (Vice-campeã na Série A)                | Estácio de Sá          | [ 82 ] |
| 2020                                                    | Imperatriz                                      | Imperatriz             | [ 83 ] |
| Em 2021 não houve desfile devido à Pandemia de COVID-19 |                                                 |                        |        |
| 2022                                                    | Império Serrano                                 | Império Serrano        | [ 84 ] |
| 2023                                                    | Porto da Pedra                                  | Porto da Pedra         | [ 85 ] |
| 2024                                                    | Estácio de Sá (3.º lugar na Série Ouro)         | Unidos de Padre Miguel | [ 86 ] |
| 2025                                                    | Porto da Pedra (3.º lugar na Série Ouro)        | Acadêmicos de Niterói  | [ 87 ] |

## Reconhecimento
"O primeiro Estandarte foi definitivo. Depois dele, comecei a receber salário. E o segundo me ajudou a virar primeira porta-bandeira. Para quem desfila, é o reconhecimento total."

—Declaração da porta-bandeira Lucinha Nobre, em 2011. 
Além de ser a mais antiga premiação extra-oficial do carnaval carioca, o Estandarte de Ouro também é reconhecido como o mais importante prêmio do carnaval, recebendo os apelidos de "Oscar do Carnaval" e "Oscar do Samba". Segundo o dançarino e coreógrafo Carlinhos de Jesus, "todo sambista deseja ter um Estandarte em sua história." Para a porta-bandeira Selminha Sorriso, uma das maiores vencedoras da premiação, "o Estandarte dá força e confiança". O mestre-sala Ronaldinho divide sua carreira em antes e depois do Estandarte de Ouro. "Você fica mais reconhecido, além de ganhar visibilidade e respeito", declarou o mestre-sala no ano de 2011.

## Edições e vencedores
- Lista dos vencedores do Estandarte de Ouro